# کاوائین
کاوائین (به انگلیسی: Kavain) یک ترکیب شیمیایی با شناسه پاب‌کم ۵۲۸۱۵۶۵ است. 